# Dušan Fitzel
Dušan Fitzel, né le 15 avril 1963 à Bojnice, est un footballeur tchécoslovaque puis tchèque, reconverti en entraîneur.

## Biographie
Dušan Fitzel joue avec le Dukla Prague de 1982 à 1993 et est sacré double vainqueur de la Coupe de Tchécoslovaquie. Arrêtant sa carrière professionnelle de joueur en 1995, Fitzel se reconvertit en entraîneur l'année suivante et entraîne les moins de 19 ans du Slavia Prague, puis l'Tchéquie espoirs jusqu'en 2005.
Il entraîne ensuite l'équipe de Malte de 2006 à 2009. Il retourne ensuite en Tchéquie et s'occupe du centre de formation du Sparta Prague, avant de prendre en charge uniquement les moins de 19 ans à partir de 2014.
Fitzel se démarque notamment d'autres entraîneurs du fait de sa revendication à des principes de jeu historiques, à contre-courant de la standardisation du football européen.

## Palmarès
- Championnat de Tchécoslovaquie : 
  - Vice-champion en 1984 et 1988 avec le Dukla Prague

- Coupe de Tchécoslovaquie : 
  - Vainqueur en 1985 et 1990 avec le Dukla Prague

- Championnat d'Europe de football espoirs : 
  - Champion en 2002 avec la Tchéquie espoirs (entraîneur)